# Souancé-au-Perche
Souancé-au-Perche és un municipi francès, situat al departament de l'Eure i Loir i a la regió de Centre – Vall del Loira. L'any 2007 tenia 554 habitants.

## Demografia

### Població
El 2007 la població de fet de Souancé-au-Perche era de 554 persones. Hi havia 220 famílies, de les quals 45 eren unipersonals (4 homes vivint sols i 41 dones vivint soles), 77 parelles sense fills, 86 parelles amb fills i 12 famílies monoparentals amb fills.
La població ha evolucionat segons el següent gràfic:
Habitants censats

### Habitatges
El 2007 hi havia 297 habitatges, 220 eren l'habitatge principal de la família, 58 eren segones residències i 18 estaven desocupats. 281 eren cases i 5 eren apartaments. Dels 220 habitatges principals, 184 estaven ocupats pels seus propietaris, 32 estaven llogats i ocupats pels llogaters i 4 estaven cedits a títol gratuït; 1 tenia una cambra, 11 en tenien dues, 40 en tenien tres, 70 en tenien quatre i 98 en tenien cinc o més. 160 habitatges disposaven pel capbaix d'una plaça de pàrquing. A 101 habitatges hi havia un automòbil i a 107 n'hi havia dos o més.

### Piràmide de població
La piràmide de població per edats i sexe el 2009 era:
| Homes | Edats   | Dones |
| ----- | ------- | ----- |
| 0     | 95 o +  | 0     |
| 0     | 90 a 94 | 0     |
| 0     | 85 a 89 | 0     |
| 8     | 80 a 84 | 0     |
| 8     | 75 a 79 | 16    |
| 20    | 70 a 74 | 20    |
| 12    | 65 a 69 | 16    |
| 8     | 60 a 64 | 20    |
| 8     | 55 a 59 | 8     |
| 12    | 50 a 54 | 12    |
| 16    | 45 a 49 | 24    |
| 28    | 40 a 44 | 4     |
| 32    | 35 a 39 | 20    |
| 32    | 30 a 34 | 32    |
| 8     | 25 a 29 | 16    |
| 4     | 20 a 24 | 8     |
| 12    | 15 a 19 | 4     |
| 16    | 10 a 14 | 16    |
| 32    | 5 a 9   | 16    |
| 12    | 0 a 4   | 4     |

## Economia
El 2007 la població en edat de treballar era de 344 persones, 259 eren actives i 85 eren inactives. De les 259 persones actives 232 estaven ocupades (124 homes i 108 dones) i 26 estaven aturades (14 homes i 12 dones). De les 85 persones inactives 46 estaven jubilades, 24 estaven estudiant i 15 estaven classificades com a «altres inactius».

### Ingressos
El 2009 a Souancé-au-Perche hi havia 220 unitats fiscals que integraven 566,5 persones, la mediana anual d'ingressos fiscals per persona era de 17.912 €.

### Activitats econòmiques
Dels 28 establiments que hi havia el 2007, 2 eren d'empreses alimentàries, 8 d'empreses de construcció, 4 d'empreses de comerç i reparació d'automòbils, 1 d'una empresa de transport, 3 d'empreses d'hostatgeria i restauració, 3 d'empreses immobiliàries, 4 d'empreses de serveis, 1 d'una entitat de l'administració pública i 2 d'empreses classificades com a «altres activitats de serveis».
Dels 8 establiments de servei als particulars que hi havia el 2009, 1 era un taller de reparació d'automòbils i de material agrícola, 1 paleta, 3 fusteries, 1 electricista, 1 empresa de construcció i 1 restaurant.
L'únic establiment comercial que hi havia el 2009 era una fleca.
L'any 2000 a Souancé-au-Perche hi havia 25 explotacions agrícoles que ocupaven un total de 970 hectàrees.

## Equipaments sanitaris i escolars
El 2009 hi havia una escola elemental integrada dins d'un grup escolar amb les comunes properes formant una escola dispersa.

## Poblacions més properes
El següent diagrama mostra les poblacions més properes.